# Kalendarium pontyfikatu Franciszka (2015)

## Kalendarium pontyfikatu Franciszka w roku 2015

### Styczeń
- 1 stycznia
  - Za pośrednictwem telemostu papież Franciszek z Watykanu przesłał orędzie do mieszkańców Rio de Janeiro z okazji 450. rocznicy założenia miasta[1].
- 4 stycznia
  - Papież Franciszek podczas spotkania z wiernymi na modlitwie Anioł Pański ogłosił nazwiska 20 nowych kardynałów, którym insygnia wręczy podczas konsystorza 14-15 lutego 2015.
- 10 stycznia
  - Papież Franciszek na prywatnej audiencji przyjął osoby, które w 2010 przeżyły trzęsienie ziemi na Haiti[2].
- 11 stycznia
  - W Niedzielę Chrztu Pańskiego papież Franciszek ochrzcił w kaplicy Sykstyńskiej 33 dzieci. 20 ochrzczonych przez papieża dziewczynek i 13 chłopców to dzieci pracowników Watykanu.
- 12 stycznia
  - Przyjęcie korpusu dyplomatycznego Stolicy Apostolskiej[3].
  - Rozpoczęła się podróż apostolska papieża na Sri Lankę i Filipiny. Celem pielgrzymki jest umocnienie ducha pojednania wśród mieszkańców Sri Lanki oraz odwiedzenie terenów, które w listopadzie 2011 r. zostały dotknięte tajfunem.
- 22 stycznia
  - Przyjęcie ekumenicznej delegacji z Finlandii na Święto św. Henryka[4].
  - Przyjęcie oficerów i agentów Generalnego Inspektoratu Bezpieczeństwa Publicznego Watykanu[5].
- 24 stycznia
  - Spotkanie z uczestnikami sympozjum ekumenicznego religijnych mężczyzn i kobiet, sponsorowanych przez Kongregację Instytutów Życia Konsekrowanego i Stowarzyszeń Życia Społecznego[6].
  - Spotkanie z uczestnikami międzynarodowego kongresu zorganizowanego przez wydział prawa kanonicznego na Papieskim Uniwersytecie Gregoriańskim[7].
  - Spotkanie z członkami Papieskiego Instytutu Studiów Arabskich i Islamskich[8].
- 30 stycznia
  - Spotkanie z Międzynarodową Komisją ds. Teologicznego Dialogu pomiędzy Kościołem katolickim a orientalnym Kościołem prawosławnym[9].
- 31 stycznia
  - Spotkanie z Zarządem Dyrektorów Włoskiego Narodowego Stowarzyszenia Farmerów[10].

### Luty
- 2 lutego
  - Wizyta ad limina apostolorum biskupów z Litwy[11].
- 5 lutego
  - Wizyta ad limina apostolorum biskupów z Grecji[12].
  - Papież wziął udział w zamknięciu Światowego Kongresu Edukacji[13].
- 6 lutego
  - Spotkanie z prefektami włoskich miast[14].
- 7 lutego
  - Udział w zgromadzeniu plenarnym Papieskiej Rady ds. Kultury[15].
  - Udział w zgromadzeniu plenarnym Papieskiej Rady ds. Świeckich[16].
  - Udział w sympozjum Konferencji Episkopatu Afryki i Madagaskaru[17].
- 14 lutego
  - W bazylice św. Piotra odbył się konsystorz pod przewodnictwem papieża Franciszka z okazji nadania godności kardynalskiej 20 purpuratom (19 dostojników otrzymało podczas uroczystości biret, zaś jeden z kardynałów kończący wkrótce 96 lat abp José de Jesús Pimiento Rodríguez ze względu na wiek pozostał w Kolumbii, prosząc, by mógł otrzymać biret kardynalski w ojczystym kraju). Podczas tej uroczystości obecny był papież senior Benedykt XVI.
- 16 lutego
  - Spotkanie z moderatorem szkockiego Kościoła[18].
  - Przyjęcie delegacji "Pro Petri Sede"[19].
  - Udział w pogrzebie kardynała Karla Józefa Beckera.
- 20 lutego
  - Wizyta ad limina biskupów z Ukrainy[20].
- 21 lutego
  - Papież Franciszek przyjął na audiencji kanclerz Niemiec Angelę Merkel, gdzie podczas spotkania głównymi tematami rozmów była sytuacja na świecie, zwłaszcza na Ukrainie, gdzie wynegocjowany przez nią w Mińsku rozejm nie jest przestrzegany. Rozmowa z Papieżem trwała 40 minut; w czasie niej szefowa niemieckiego rządu przekazała pomoc finansową dla dzieci uchodźców z Bliskiego Wschodu.
  - Papież spotkał się z pielgrzymi z diecezji Cassano all'Jonio, którzy przybyli do Rzymu z "rewizytą", aby podziękować papieżowi za wizytację ich diecezji w czerwcu ubiegłego roku.
- 22 lutego 
  - Papież Franciszek przygotował kolejny prezent dla wiernych, którzy przybyli na niedzielną modlitwę "Anioł Pański" w Watykanie. Rozdano im 50 tysięcy egzemplarzy książeczki "Strzeż serca" z najważniejszymi prawdami wiary.
  - Z udziałem papieża Franciszka odbyły się w domu rekolekcyjnym paulistów "Casa Divin Maestro" w oddalonej o 30 km od Wiecznego Miasta Ariccii rekolekcje wielkopostne dla Kurii Rzymskiej, które będą trwać do piątku 27 lutego. Rekolekcje głosi włoski zakonnik Bruno Secondin.
- 28 lutego
  - Spotkanie z przedstawicielami włoskich spółdzielni.

### Marzec
- 2 marca
  - Wizyta ad limina apostolorum biskupów z Afryki Północnej[21].
- 4 marca
  - Spotkanie z biskupami z Ruchu "Focolari"[22].
- 5 marca
  - Spotkanie z członkami Plenarnej Papieskiej Akademii Życia[23].
- 6 marca
  - Spotkanie Papieża Franciszka z przedstawicielami Drogi Neokatechumenalnej w Auli Pawła VI[24].
- 7 marca
  - Spotkanie Papieża z przedstawicielami Ruchu Comunione e Liberazione (Komunia i Wyzwolenie) z okazji 60. rocznicy powstania ruchu we Włoszech i 10 rocznicy śmierci założyciela wspólnoty – sługi Bożego ks. Luigiego Giussaniego.
  - Po południu Franciszek upamiętnił pierwszą mszę sprawowaną przez papieża Pawła VI po włosku, a nie po łacinie, w rzymskim kościele Wszystkich Świętych w Rzymie.
- 12 marca
  - Spotkanie z sędziami Penitencjarii Apostolskiej[25].
  - Wizyta ad limina apostolorum biskupów z Korei[26].
- 14 marca
  - Spotkanie z członkami wspólnoty "Sigenti"[27].
  - Spotkanie z Unią Katolickich Nauczycieli, Dyrektorów i Trenerów[28].
- 16 marca
  - Wizyta ad limina apostolorum biskupów z Bośni i Hercegowiny[29].
- 20 marca
  - Wizyta ad limina apostolorum biskupów z Japonii[30].
- 21 marca
  - Wizyta duszpasterska w Neapolu i Pompejach. Papież odwiedził katedrę neapolską i złożył hołd relikwiom św. Januarego oraz odwiedził sanktuarium maryjne w Pompejach.

### Kwiecień
- 9 kwietnia
  - Papież Franciszek wziął udział w Synodzie Patriarchalnego Kościoła Armenii[31].
- 11 kwietnia
  - Spotkanie z uczestnikami Zjazdu Trenerów Konsekrowanych[32].
  - Po południu w bazylice św. Piotra papież przewodniczył Pierwszym nieszporom Niedzieli Miłosierdzia Bożego. Przed Drzwiami Świętymi została ogłoszona bulla papieska 'Misericordiae vultus' na Nadzwyczajny Jubileuszowy Rok Miłosierdzia.
- 12 kwietnia
  - Msza Święta pod przewodnictwem Franciszka dla wiernych obrządku ormianskiego w stulecie tureckiego ludobójstwa Ormian, podczas której papież ogłosił św. Grzegorza z Nareku doktorem Kościoła.
- 16 kwietnia
  - Wizyta ad limina apostolorum biskupów z Kenii[33].
- 17 kwietnia
  - Spotkanie z fundacją "Papal"[34].
  - Papież Franciszek wziął udział w pogrzebie kardynała Roberto Tucciego, odpowiedzialnego za realizację pielgrzymek Jana Pawła II.
- 18 kwietnia
  - Papież Franciszek przyjął na prywatnej audiencji prezydenta Włoch, Sergio Mattarellę[35].
  - Spotkanie z uczestnikami sesji Plenarnej Papieskiej Akademii Nauk[36].
  - Spotkanie z członkami Katolickiej Międzynarodówki Obsługującej Młodych[37].
- 20 kwietnia
  - Spotkanie z Konferencją Europejskich Rabinów[38].
  - Wizyta ad limina apostolorum biskupów z Gabonu[39].
- 24 kwietnia
  - Wizyta ad limina apostolorum biskupów z Namibii i Lesotho[40].
- 25 kwietnia
  - Spotkanie z fundacją Jana Pawła II[41].
- 27 kwietnia
  - Wizyta ad limina apostolorum biskupów z Beninu[42].
- 30 kwietnia
  - Spotkanie z Międzynarodową Komisją Anglikańsko-Katolicką[43].
  - Spotkanie ze Wspólnotą Życia Chrześcijańskiego[44].
  - Spotkanie z uczestnikami szkolenia z Ruchu Chrześcijaństwa "Cursillo".

### Maj
- 2 maja
  - Papież Franciszek wziął udział w pogrzebie kardynała Giovanniego Canestri.
  - Spotkanie z członkami diecezji Isernia-Venafro[45].
- 3 maja
  - Wizyta duszpasterska w rzymskiej parafii Świętej Królowej Maryi.
- 4 maja
  - Papież Franciszek przyjął na prywatnej audiencji biskupa Uppsali Andre Jackelen[46].
  - Papież Franciszek przyjął na prywatnej audiencji Gwardię Szwajcarską[47].
  - Wizyta ad limina apostolorum biskupów z Kongo[48].
- 7 maja
  - Przesłuchanie w ramach Wspólnego Komitetu Konferencji Kościołów Europejskich[49].
  - Wizyta ad limina apostolorum biskupów z Mali[50].
  - Spotkanie z firmą Sportiva Lazio[51].
- 8 maja
  - Spotkanie z Włoską Federacją Tenisa[52].
- 9 maja
  - Wizyta ad limina apostolorum biskupów z Mozambiku[53].
- 11 maja
  - Wizyta ad limina apostolorum biskupów z Togo[54].
  - Spotkanie z dziećmi i młodzieżą szkół włoskich, uczestniczących w imprezie organizowanej przez "La Fabbrica della Pace"[55].
- 13 maja
  - Spotkanie z organizatorami i sponsorami "Koncertu dla ubogich"[56].
- 15 maja
  - Wizyta ad limina apostolorum biskupów z RPA[57].
- 16 maja
  - Spotkanie w Auli Pawła VI z członkami diecezji rzymskiej[58].
- 18 maja
  - Spotkanie z siostrami karmelitankami z Betlejem i z Bliskiego Wschodu w sprawie kanonizacji Miriam od Jezusa Ukrzyżowanego i Alfonsiny Danil Ghatas[59].
  - Spotkanie z 68. Zgromadzeniem Ogólnym Konferencji Episkopatu Włoch[60].
- 21 maja
  - Spotkanie z rodzinami ofiar i poległych w służbie policji stanowej[61].
- 23 maja
  - Spotkanie z Chrześcijańskim Stowarzyszeniem Robotników Włoskich w 70. rocznicę założenia stowarzyszenia[62].
- 26 maja
  - Spotkanie z Kapitułą Generalną Zakonu Braci Mniejszych[63].
- 28 maja
  - Wizyta ad limina apostolorum biskupów z Dominikany[64].
- 29 maja
  - Spotkanie ze Zgromadzeniem Plenarnym Papieskiej Rady Popierania Nowej Ewangelizacji[65].
  - Spotkanie z chorymi dziećmi i ich rodzinami[66].
- 30 maja
  - Spotkanie ze Stowarzyszeniem Nauki i Życia[67].
  - Spotkanie z uczestnikami inicjatywy "Pociąg Dzieci" zorganizowanej przez Papieską Radę ds. Kultury.

### Czerwiec
- 5 czerwca
  - Spotkanie z Kapitułą Generalną Księży Najświętszego Serca Jezusowego[68].
  - Spotkanie ze Zgromadzeniem Ogólnym Papieskich Dzieł Misyjnych[69].
- 6 czerwca
  - Papież Franciszek odbył podróż apostolską do Bośni i Hercegowiny. Celem wizyty jest umocnienie braterstwa, pokoju, dialogu międzyreligijnego i przyjaźni.
- 8 czerwca
  - Wizyta ad limina apostolorum biskupów z Portoryko[70].
- 11 czerwca
  - Wizyta ad limina apostolorum biskupów z Łotwy i Estonii[71].
  - Spotkanie z uczestnikami 39. Sesji Organizacji Wyżywienia i Rolnictwa ONZ[72].
- 12 czerwca
  - Spotkanie z uczestnikami Katolickiego Seminarium Lotniczego, promowanego przez Papieską Radę ds. Duszpasterstwa Migrantów i Podróżujących[73].
- 13 czerwca
  - Spotkanie ze Stowarzyszeniem Przewodników Włoskich i Skautów Katolickich[74].
  - Spotkanie z Radą Sądownictwa[75].
- 14 czerwca
  - Papież Franciszek wziął udział w konferencji diecezji rzymskiej na placu św. Piotra.
- 15 czerwca
  - Spotkanie z członkami organizacji pomocy dla Kościołów wschodnich[76].
  - Spotkanie z delegacją z Czech z okazji 600. rocznicy spalenia na stosie Jana Husa[77].
- 18 czerwca
  - W Watykanie zaprezentowano drugą encyklikę Papieża Laudato si’[78].
- 19 czerwca
  - Spotkanie z Ignacym Aphremem II; prawosławnym patriarchą Antiochii Syryjskiej i Wszechrusi Wschodu[79].
  - Spotkanie ze Zgromadzeniem Plenarnym Biblijnej Federacji Katolickiej[80].
  - Spotkanie ze sportowcami "Specjalnej Włoskiej Olimpiady"[81].
- 20 czerwca
  - Spotkanie z Fundacją Kawalerów Pracy[82].
- 21 czerwca
  - Papież rozpoczął dwudniową wizytę w Turynie z okazji wystawienia Całunu Turyńskiego.
- 24 czerwca
  - Z Auli Pawła VI papież przesłał pozdrowienia dla uczestników dialogu pomiędzy buddystami i katolikami w USA; dialog sponsorują Ruch Focolari i Papieska Rada Dialogu Międzyreligijnego[83].
- 25 czerwca
  - Spotkanie z delegacją "B'nai B'rith International"[84].
  - Spotkanie ze wspólnotą Papieskiej Akademii Kościelnej[85].
- 26 czerwca
  - Spotkanie z delegacją Międzynarodowej Konferencji Katolickiej[86].
- 27 czerwca
  - Spotkanie z delegacją Patriarchatu Ekumenicznego Konstantynopola[87].
  - Papież Franciszek wziął udział w konsystorzu w sprawach kanonizacji Ludovico Martina, Bł. Marii od Niepokalanego Poczęcia i Wincentego Grossi[88].
- 30 czerwca
  - Spotkanie z członkami międzynarodowej konferencji promowanej przez Międzynarodową Radę Chrześcijan i Żydów[89].

### Lipiec
- 3 lipca
  - Spotkanie na placu św. Piotra z Ruchem Odnowy w Duchu Świętym.
- 5 lipca
  - Papież Franciszek rozpoczął podróż apostolską do Ameryki Południowej. Pielgrzymka ta obejmuje trzy kraje: Ekwador, Boliwię i Paragwaj.
- 21 lipca
  - Papież Franciszek wziął udział w warsztatach dotyczących zobowiązania miast do zniesienia niewolnictwa i zmian klimatu[90].

### Sierpień
- 4 sierpnia
  - Spotkanie na placu św. Piotra z ministrantami z całego świata.
- 7 sierpnia
  - Spotkanie z Młodzieżowym Ruchem Eucharystycznym.

### Wrzesień
- 3 września
  - Spotkanie z Kapitułą Generalną Księży "Schönstatt"[91].
  - Za pośrednictwem telemostu papież Franciszek wygłosił przemówienie do uczestników Międzynarodowego Kongresu Teologicznego na Uniwersytecie Katolickim w Argentynie[92].
- 5 września
  - Spotkanie w Auli Pawła VI z członkami komórek ewangelizacji parafii[93].
- 7 września
  - Wizyta ad limina apostolorum biskupów z Portugalii[94].
- 10 września
  - Przemówienie do uczestników spotkania promowanego przez Zespół Matki Bożej[95].
  - Spotkanie w Sali Klementyńskiej z biskupami mianowanymi w 2015 r.[96].
- 11 września
  - Spotkanie z Kapitułą Generalną Misjonarek Synów Niepokalanego Serca Maryi (Klaretynów)[97].
  - Przemówienie do uczestników spotkania zorganizowanego przez Fundację Na Rzecz Zrównoważonego Rozwoju Środowiska Sprawiedliwości i Zmian Klimatu[98].
- 12 września
  - Spotkanie z pracownikami rzymskiego Credit Banku[99].
- 16 września
  - Spotkanie w Auli Pawła VI z ministrami środowiska UE[100].
- 17 września
  - Spotkanie z uczestnikami międzynarodowej konferencji dla młodych konsekrowanych[101].
  - Spotkanie z uczestnikami międzynarodowego Sympozjum Duszpasterstwa Drogi, promowanego przez Papieską Radę ds. Duszpasterstwa Migrantów i Podróżujących[102].
  - Przemówienie do uczestników spotkania zorganizowanego przez Papieską Radę "Cor Unum"[103].
- 18 września
  - Spotkanie z uczestnikami sympozjum sponsorowanego przez Obserwatorium Watykańskie[104].
- 19 września
  - Rozpoczęła się podróż apostolska Franciszka na Kubę i do USA. Podczas pielgrzymki papież wziął udział w VII Światowym Spotkaniu Rodzin[105].
- 21 września
  - Zaprezentowano orędzie Papieża do nowo zaprzysiężonego katolikosa Kościoła wschodniego Gewargisa III[106].
- 28 września
  - Zaprezentowano orędzie Papieża na Światowe Dni Młodzieży 2016 w Krakowie[107].

### Październik
- 1 października
  - Spotkanie z Kapitułą Generalną Misjonarzy Kombonianów Serca Jezusowego[108].
- 2 października
  - Przemówienie do uczestników spotkania zorganizowanego w 150 rocznicę urodzin kardynała Merry del Val.
- 3 października
  - Papież Franciszek odprawił mszę dla Żandarmerii Watykańskiej[109]
  - Przemówienie do uczestników spotkania zorganizowanego przez Bank Żywności[110].
  - Papież wziął udział w czuwaniu modlitewnym na placu św. Piotra w ramach przygotowań do XIV Synodu Biskupów.
- 4 października
  - Papież Franciszek odprawił mszę na otwarcie XIV Synodu Biskupów.
- 5 października
  - Papież wygłosił przemówienie na pierwszym walnym zgromadzeniu XIV Synodu Biskupów[111].
- 12 października
  - Za pośrednictwem telemostu papież Franciszek wygłosił orędzie do uczestników IV Krajowego Zgromadzenia Grup Misjonarek w Santiago del Estero[112].
- 14 października
  - Papież ogłosił orędzie na III Światowe Forum Lokalnego Rozwoju Gospodarczego w Turynie[113].
- 17 października
  - Papież wziął udział w obchodach 50-lecia Synodu Biskupów.
- 18 października
  - Msza kanonizacyjna rodziców św. Teresy od Dzieciątka Jezus – Ludwika i Zelii Martin, a także ks. Wincentiego Grossi i s. Marii od Niepokalanego Poczęcia.
- 24 października
  - Papież wygłosił przemówienie na zakończenie XIV Zgromadzenia Ogólnego Synodu Biskupów[114].
- 25 października
  - Papież odprawił mszę na zakończenie XIV Synodu Biskupów[115].
- 26 października
  - Spotkanie z członkami Synodu Kościoła chaldejskiego[116].
  - Spotkanie z uczestnikami IV kursu szkoleniowego kapelanów wojskowych w humanitarnym prawie międzynarodowym[117].
  - Spotkanie w Auli Pawła VI z pielgrzymami "Gitano"[118].
- 29 października
  - Spotkanie w Sali Klementyńskiej ze stowarzyszeniem Radia Maryja[119].
- 30 października
  - Papież ogłosił list z okazji 60-lecia Rady Episkopatu Ameryki Łacińskiej[120].
  - Papież wygłosił orędzie do uczestników konferencji w Madrycie na temat handlu ludźmi[121].
  - Spotkanie z pielgrzymami z San Salwador[122].
- 31 października
  - Spotkanie w Auli Pawła VI z Chrześcijańską Unią Kierownictwa Biznesowego[123].

### Listopad
- 6 listopada
  - Spotkanie z członkami konferencji zorganizowanej przez włoskie Centrum Pomocy Życia[124].
- 7 listopada
  - Spotkanie z pracownikami włoskiego Zakładu Ubezpieczeń Społecznych.
- 9 listopada
  - Papież ogłosił list na Krajowy Kongres Eucharystyczny w Mumbaju w Indiach[125].
  - Papież przyjął na prywatnej audiencji prezydenta Rzeczypospolitej Polskiej Andrzeja Dudę[126].
- 10 listopada
  - Papież rozpoczął wizytę duszpasterską w Prato i we Florencji. Podczas podróży papież spotkał się ze światem pracy w katedrze w Prato. We Florencji spotkał się z baptystami oraz – w katedrze we Florencji – z przedstawicielami Konwentu Narodowego Kościoła włoskiego[127].
- 11 listopada
  - Spotkanie z prezydentem Bośni i Hercegowiny Marinko Čavarą[128].
- 12 listopada
  - Za pośrednictwem telemostu papież wygłosił orędzie do uczestników rozpoczynającego się Kongresu Eucharystycznego w Mumbaju w Indiach[129].
  - Spotkanie z pielgrzymką "Rodziny Guaneillana"[130].
  - Wizyta ad limina apostolorum biskupów ze Słowacji[131].
- 13 listopada
  - Spotkanie z uczestnikami konferencji promowanej przez "Gwardię Rzymską"[132].
- 14 listopada
  - Spotkanie z pracownikami Biura Jezuickich Uchodźców[133].
  - Papież udzielił wywiadu włoskiej telewizji TV2000 w związku z zamachami w Paryżu[134].
- 15 listopada
  - Wizyta w parafii luterańskiej w Rzymie.
- 19 listopada
  - Wizyta ad limina apostolorum biskupów z Niemiec.
  - Przemówienie do uczestników międzynarodowej konferencji sponsorowanej przez Papieską Radę Pracowników Służby Zdrowia[135].
- 20 listopada
  - Drugi dzień wizyty ad limina apostolorum niemieckich biskupów[136].
  - Przemówienie do uczestników konferencji organizowanej przez Kongregację ds. Duchowieństwa[137].
- 21 listopada
  - Spotkanie z uczestnikami Światowego Kongresu Wychowania Dzieci i Młodzieży.
- 23 listopada
  - Za pośrednictwem telemostu papież wygłosił orędzia do mieszkańców Kenii, Republiki Środkowoafrykańskiej i Ugandy przed podróżą apostolską do Afryki[138][139].
- 25 listopada
  - Rozpoczęła się podróż apostolska Franciszka do Afryki[140][141].
- 27 listopada
  - Za pośrednictwem telemostu z Afryki Papież przesłał wiadomość na V. Festiwal Kształtowania Społeczeństwa Kościoła w Weronie[142].

### Grudzień
- 3 grudnia
  - Papież wziął udział w sesji plenarnej Kongregacji Ewangelizacji Narodów[143].
- 5 grudnia
  - Spotkanie ze Stowarzyszeniem Rodziców Szkół Katolickich[144].
- 8 grudnia
  - Papież odprawił mszę z otwarciem Drzwi Świętych na Rok Jubileuszowy 2016[145].
- 11 grudnia
  - Papież wziął udział w pogrzebie kardynała Carlo Furno.
- 13 grudnia
  - Papież otworzył Drzwi Święte w bazylice św. Jana na Lateranie i w bazylice św. Pawła za Murami[146].
- 14 grudnia
  - Spotkanie z grupą "Progetto Policoro" wydzieloną z Konferencji Episkopatu Włoch[147].
- 17 grudnia
  - Spotkanie z dziećmi z Włoskiej Akcji Katolickiej[148].
- 18 grudnia
  - Spotkanie ze sprzedawcami choinek na placu św. Piotra[149].
- 19 grudnia
  - Spotkanie z pracownikami Kolei Włoskich[150].
- 21 grudnia
  - Spotkanie w Sali Klementyńskiej z Kurią Rzymską[151].
  - Spotkanie w Auli Pawła VI z pracownikami Stolicy Apostolskiej i Państwa Watykańskiego; podczas spotkania papież przesłał życzenia bożonarodzeniowe[152].
- 27 grudnia
  - Papież wygłosił orędzie do młodzieży w Walencji, zebranej na spotkaniu zorganizowanym przez Wspólnotę z Taizé[153].
- 31 grudnia
  - Spotkanie z Międzynarodową Federacją "Pueri Cantores"[154].
  - Nieszpory z odśpiewaniem dziękczynnego Te Deum za rok 2015.